# Expérience de Bedford Level

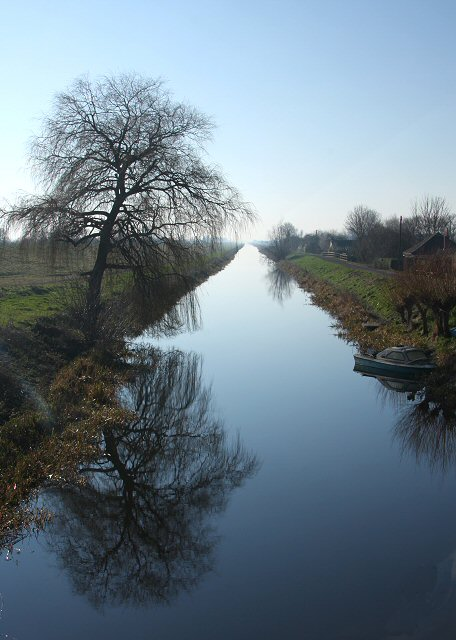
La rivière Old Bedford, photographiée depuis le pont de Welney, Norfolk (2008) ; l'appareil photo pointe vers l'aval, au sud-ouest du pont.

L'expérience de Bedford Level est une série d'observations effectuées le long de la rivière Old Bedford (en), sur une longueur de 10 km, au niveau de Bedford, dans les Fens du Cambridgeshire, au Royaume-Uni, au cours du XIXe siècle et au début du XXe siècle, afin de mesurer la courbure de la Terre.
Samuel Rowbotham, qui effectue les premières observations à partir de 1838, prétend avoir prouvé que la Terre est plate. Cependant, en 1870, après avoir ajusté la méthode de Rowbotham pour tenir compte des effets de la réfraction atmosphérique, Alfred Russel Wallace trouve une courbure compatible avec une terre sphèrique (en).

## Théorie
À l'endroit choisi pour toutes les expériences, la rivière est un canal de drainage à faible débit qui coule en ligne droite ininterrompue sur une distance de 10 km au nord-est du village de Welney. Cela en fait un endroit idéal pour mesurer directement la courbure de la Terre, comme l'écrit Rowbotham dans son ouvrage Zetetic Astronomy :
« If the earth is a globe, and is 25,000 English statute miles in circumference, the surface of all standing water must have a certain degree of convexity—every part must be an arc of a circle. From the summit of any such arc there will exist a curvature or declination of 8 inches in the first statute mile. In the second mile the fall will be 32 inches; in the third mile, 72 inches, or 6 feet, as shown in the following diagram: 
(Si la terre est un globe dont la circonférence est de 25 000 milles terrestres anglais, la surface de toutes les eaux stagnantes doit présenter un certain degré de convexité - chaque partie doit être un arc de cercle. A partir du sommet d'un tel arc, il y aura une courbure ou une déclinaison de 8 pouces dans le premier mille terrestre. Dans le deuxième mille, la chute sera de 32 pouces ; dans le troisième mille, de 72 pouces, ou 6 pieds, comme le montre le diagramme suivant :)
After the first few miles the curvature would be so great that no difficulty could exist in detecting either its actual existence or its proportion... In the county of Cambridge there is an artificial river or canal, called the "Old Bedford". It is upwards of twenty miles in length, and ... passes in a straight line through that part of the Fens called the "Bedford Level". The water is nearly stationary—often completely so, and throughout its entire length has no interruption from locks or water-gates of any kind; so that it is, in every respect, well adapted for ascertaining whether any or what amount of convexity really exists. 

(Après les premiers kilomètres, la courbure serait si importante qu'il n'y aurait aucune difficulté à détecter son existence réelle ou sa proportion... Dans le comté de Cambridge, il existe une rivière ou un canal artificiel appelé "Old Bedford". Il mesure plus de vingt miles de long et traverse en ligne droite la partie des Fens appelée "Bedford Level". L'eau est presque stationnaire - souvent complètement - et, sur toute sa longueur, elle n'est interrompue par aucune écluse ou vanne de quelque nature que ce soit, de sorte qu'elle est, à tous égards, bien adaptée à la vérification de l'existence réelle d'une convexité ou d'une quantité de convexité.) »

## Expériences
La première expérience sur ce site a été menée par Rowbotham au cours de l'été 1838. Il a pataugé dans la rivière et a utilisé un télescope tenu à 20 cm au-dessus de l'eau pour regarder un bateau, avec un drapeau sur son mât à 3 pieds (0,9 m) au-dessus de l'eau, ramer lentement en s'éloignant de lui. Il rapporte que le bateau reste constamment dans son champ de vision pendant les 6 miles (10 km) jusqu'au pont de Welney, alors que, si la surface de l'eau avait été courbée avec la circonférence acceptée d'une Terre sphérique, le sommet du mât aurait dû être à environ 11 pieds (3,4 m) au-dessous de sa ligne de vue. Il a publié cette observation sous le pseudonyme de Parallax en 1849 et l'a ensuite développée dans un livre, Earth Not a Globe, publié en 1865.

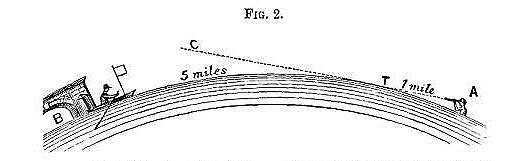
Schéma de l'expérience de Rowbotham sur le Bedford Level, extrait de son livre "Earth not a globe"

Rowbotham a répété ses expériences à plusieurs reprises au fil des ans, mais ses affirmations n'ont guère retenu l'attention jusqu'à ce que, en 1870, un partisan du nom de John Hampden parie qu'il pourrait démontrer, en répétant l'expérience de Rowbotham, que la Terre est plate. Le naturaliste et géomètre qualifié Alfred Russel Wallace accepte le pari. Grâce à sa formation de géomètre et à ses connaissances en physique, Wallace évite les erreurs des expériences précédentes et remporta le pari,. Les étapes cruciales étaient les suivantes :
- Fixer une ligne de visée à 13 pieds (4,0 m) au-dessus de l'eau et réduire ainsi les effets de la réfraction atmosphérique.
- Ajouter un poteau au milieu de la longueur du canal qui pourrait être utilisé pour voir la "bosse" causée par la courbure de la Terre entre les deux points d'extrémité.

Malgré le refus initial de Hampden d'accepter la démonstration, Wallace est déclaré vainqueur par l'arbitre, John Henry Walsh, rédacteur en chef du magazine sportif The Field. Hampden publia ensuite un pamphlet alléguant que Wallace avait triché et intenta un procès pour récupérer son argent. Plusieurs procès interminables s'ensuivent, au terme desquels Hampden est emprisonné pour avoir menacé de tuer Wallace et pour diffamation,,.
Le même tribunal a jugé que le pari n'était pas valable parce que Hampden s'était rétracté et a exigé que Wallace restitue l'argent à Hampden. Wallace, qui n'était pas au courant des expériences antérieures de Rowbotham, a été critiqué par ses pairs pour "sa participation "injuste" à un pari visant à "décider" des faits scientifiques les plus fondamentaux et les mieux établis".
En 1901, Henry Yule Oldham, professeur de géographie au King's College de Cambridge, reproduit les résultats de Wallace en utilisant trois poteaux fixés à la même hauteur au-dessus du niveau de l'eau. Observé à l'aide d'un théodolite, le mât du milieu s'est avéré être environ 1,8 m plus haut que les mâts situés à chaque extrémité,. Cette version de l'expérience a été enseignée dans les écoles d'Angleterre jusqu'à ce que des photographies de la Terre depuis l'espace soient disponibles, et elle figure toujours dans le programme du Indian Certificate of Secondary Education pour 2023.
Les partisans d'une Terre plate n'ont cependant pas été découragés : le 11 mai 1904, Lady Elizabeth Anne Blount, qui a ensuite joué un rôle important dans la création de la Flat Earth Society, a engagé un photographe commercial pour qu'il utilise un appareil photo à téléobjectif afin de prendre une photo depuis Welney d'un grand drap blanc qu'elle avait placé, le bord inférieur près de la surface de la rivière, à la position initiale de Rowbotham, à 10 km de là. Le photographe, Edgar Clifton du studio Dallmeyer, a monté son appareil à 0,6 m au-dessus de l'eau à Welney et a été surpris de pouvoir obtenir une photo de la cible, qui aurait dû être invisible pour lui, étant donné le point de montage bas de l'appareil. Lady Blount publia les photos à grande échelle.
Ces controverses sont devenues une rubrique régulière du magazine English Mechanic en 1904-1905, qui a publié la photo de Blount et rapporté deux expériences en 1905 qui ont montré des résultats opposés. L'une d'entre elles, réalisée par Clement Stratton sur le canal d'Ashby, montrait un abaissement sur une ligne de visée située uniquement au-dessus de la surface.

## Effet de la réfraction
La réfraction atmosphérique a joué sur les résultats de Rowbotham et Blount. La densité de l'air dans l'atmosphère terrestre diminuant avec la hauteur au-dessus de la surface de la Terre, tous les rayons lumineux voyageant presque horizontalement s'inclinent vers le bas, de sorte que la ligne de visée est une courbe. Ce phénomène est systématiquement pris en compte dans le nivellement et la navigation astronomique.

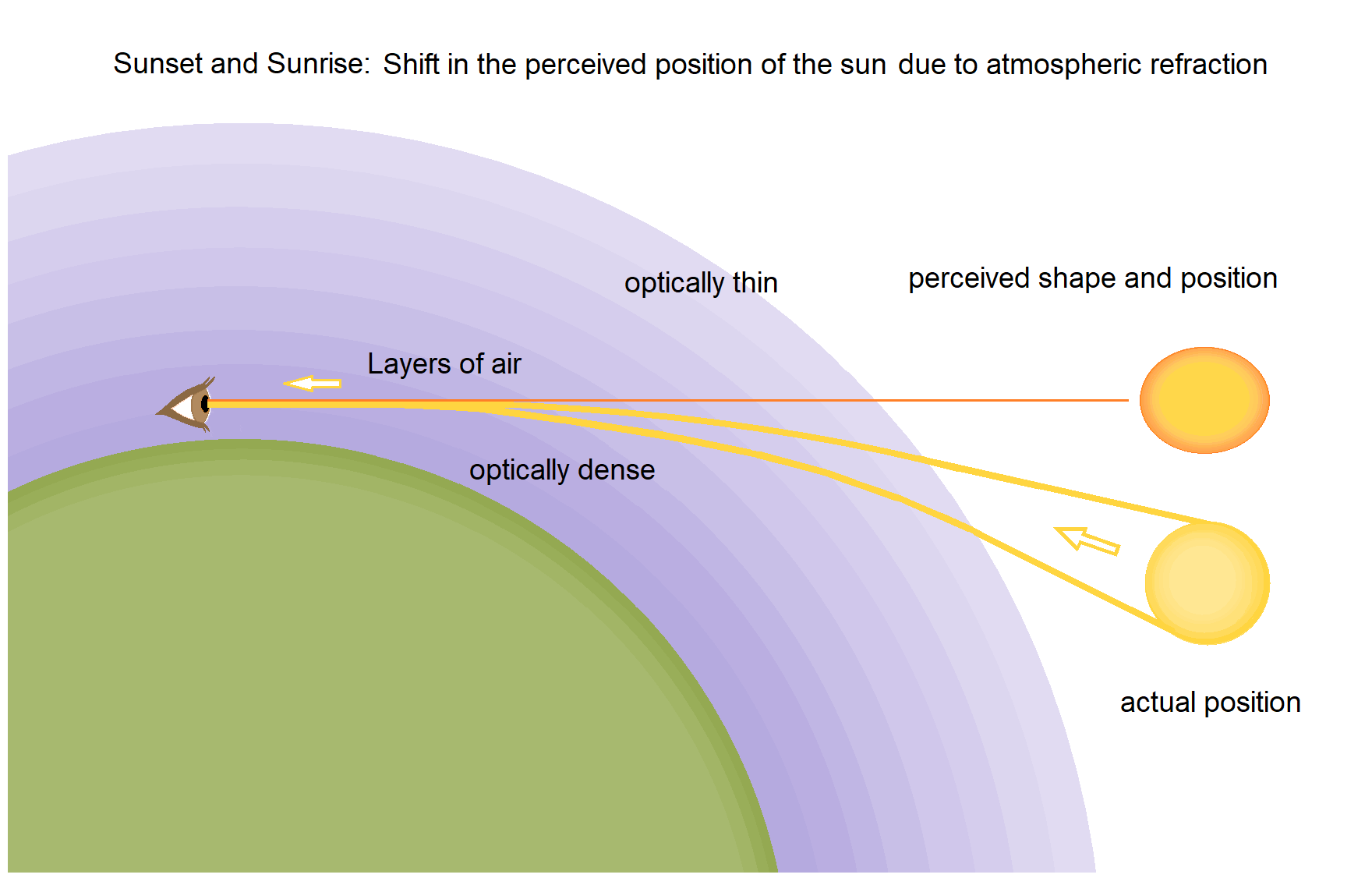
Réfraction atmosphérique rendant visible un objet situé sous l'horizon.

Si la mesure est suffisamment proche de la surface, cette courbe descendante peut correspondre à la courbure moyenne de la surface de la Terre. Dans ce cas, les deux effets de la courbure supposée et de la réfraction peuvent s'annuler l'un l'autre, et la Terre apparaîtra alors plate dans les expériences optiques.
Ce phénomène aurait été favorisé, à chaque fois, par une inversion de température dans l'atmosphère, la température augmentant avec l'altitude au-dessus du canal, comme dans le cas des mirages supérieurs. Les inversions de température de ce type sont courantes. Une augmentation de la température de l'air de 0,11 degré Celsius par mètre d'altitude créerait l'illusion d'un canal plat, et toutes les mesures optiques effectuées près du niveau du sol correspondraient à une surface complètement plate. Si le taux de déphasage était plus élevé (la température augmentant plus rapidement avec l'altitude), toutes les observations optiques correspondraient à une surface concave, « une terre en forme de bol » . Dans des conditions moyennes, les mesures optiques sont compatibles avec une Terre sphérique dont la courbure est inférieure d'environ 15 % à la réalité. La répétition des conditions atmosphériques requises pour chacune des nombreuses observations n'est pas improbable, et des journées chaudes au-dessus d'une eau calme peuvent produire des conditions favorables.

## Expérience similaire
Le 25 juillet 1896, un journaliste, Ulysses Grant Morrow, a mené une expérience similaire sur le Old Illinois Drainage Canal, à Summit, dans l'Illinois. Contrairement à Rowbotham, il cherchait à démontrer que la surface de la Terre était incurvée : lorsqu'il constata lui aussi que sa cible, située à 46 cm au-dessus du niveau de l'eau et à 8 km de distance, était clairement visible, il en conclut que la surface de la Terre était incurvée de façon concave, conformément aux attentes de ses commanditaires, la secte Koreshan Unity (en). Ses conclusions ont été rejetées par ses détracteurs, qui y voyaient le résultat de la réfraction atmosphérique,.